# Vesterbro
| Basisdaten          | Basisdaten              |
| ------------------- | ----------------------- |
| Fläche:             | 3,76 km²                |
| Einwohner:          | 35.455 (1. Januar 2007) |
| Bevölkerungsdichte: | 9.440,8 je km²          |

Kopenhagens Stadtteile 2002 bis 2007: J = Vesterbro.

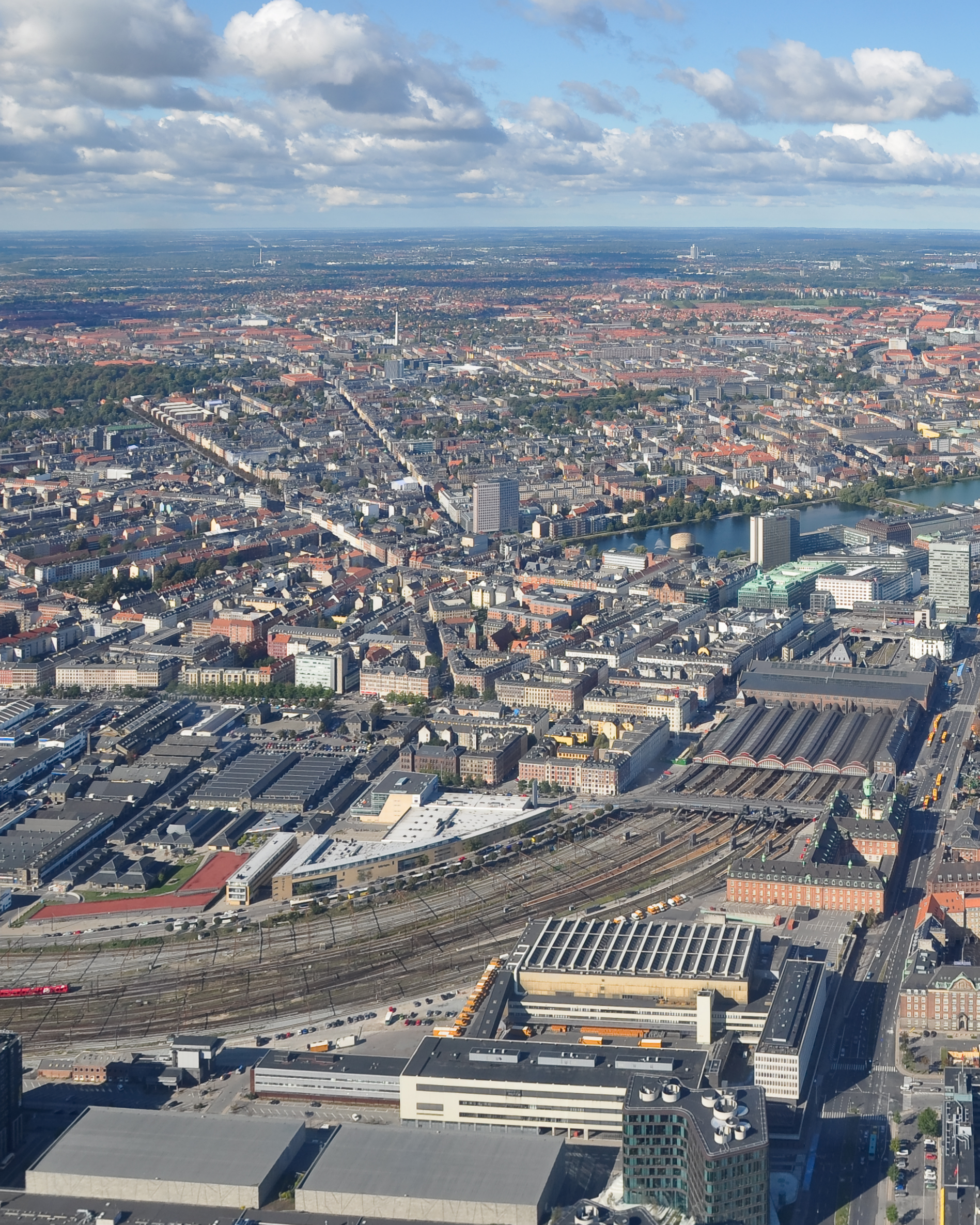
Vesterbro aus der Luft in der Mitte zwischen den Straßen Vesterbrogade und Sønder Boulevard/Halmtorvet, südlich das Viertel Kødbyen, rechts der Hauptbahnhof Kopenhagen.

Vesterbro ist ein Stadtviertel der dänischen Hauptstadt Kopenhagen und gehört zu den vier historischen Vorstadtsvierteln (Brokvarterer), die den Stadtkern umgeben. Bis 2007 bildete Vesterbro einen eigenständigen Stadtteil.

## Lage
Vesterbro liegt westlich der Innenstadt. Die angrenzenden Stadtteile sind Kongens Enghave im Südwesten, Valby im Westen und die Kommune Frederiksberg im Norden.

## Geschichte
Der Name „Vesterbro“ bezeichnete ursprünglich eine Landstraße, die von Westen in die Stadt führte. Bis zu einer Cholera-Epidemie 1853 wurden nur vereinzelte Bauten im Vorfeld der Stadtmauer genehmigt, so dass bis 1780 etwa 1000 Menschen in dem Gebiet wohnten. Nach der Epidemie wurde der Bann aufgehoben und das Gebiet für Wohn- und Industriegebäude verwendet. Der Name der Landstraße wurde für das gesamte Gebiet benutzt und die Straße in „Vesterbrogade“ umbenannt.
Vesterbro war das Arbeiterviertel nahe der Innenstadt. Hier befindet sich das Schlachterviertel Kødbyen, die Carlsberg-Brauerei und der Københavns Hovedbanegård (Hauptbahnhof Kopenhagen), in dessen Umfeld das Rotlichtviertel ist. Das Viertel befindet sich in einem Transformationsprozess hin zum Studenten- und Kneipenviertel vor allem in der Istedgade.
Mit dem Carlsberg Hovedkontor, dem Kongens Bryghus und dem SAS Royal Hotel befinden sich drei der acht höchsten Hochhäuser Dänemarks in dem Viertel.
Im Westen des Stadtviertels liegt der Vestre Kirkegård, der größte Friedhof Skandinaviens.

## Verkehr
Seit 2019 ist Vesterbro mit den Stationen Enghave Plads und København H an die Linie M3 (Cityringen) der Metro Kopenhagen angeschlossen. Mit dem Hauptbahnhof besteht Anschluss an den Nah- und Fernverkehr der Dänischen Staatsbahnen und an das S-tog-System. Wie ganz Kopenhagen verfügt auch Vesterbro über ein exzellentes Radverkehrsnetz.
Eine der Hauptverkehrsachsen ist die Vesterbrogade. Die Straße beginnt im Osten am Rådhuspladsen, führt am Tivoli, dem SAS Royal Hotel und dem Hauptbahnhof vorbei, an das westliche Ende des Stadtteils.